# Grand College of Rites
A Grand College of Rites (GCR, teljes nevén: The Grand College of Rites of the United States of America, magyarul Az Amerikai Egyesült Államok Rítusainak Nagy Kollégiuma) egy amerikai szabadkőműves szervezet.
A GCR-t kilenc szabadkőműves mester alapította 1932. május 12-én Washingtonban, abból a célból, hogy ellenőrzése alatt tartsa, illetve megakadályozza az újjáéledését felhagyott vagy jogosulatlan rituáléknak az Amerikai Egyesült Államokban. Megszűnt szervezetek rituáléit gyűjtik össze és jelentetik meg évente a Collectanea című privát terjesztésű kiadványukban. Több más rítus mellett joghatóságot gyakorolnak a Szigorú Szertartásrendű Rítus (Rite of Strict Observance), a Memphis-Misraim Rítus, és a Primitív Skót Rítus felett.

## Fordítás
Ez a szócikk részben vagy egészben  a   Grand College of Rites című angol Wikipédia-szócikk fordításán alapul.  Az eredeti cikk szerkesztőit annak laptörténete sorolja fel. Ez a jelzés csupán a megfogalmazás eredetét és a szerzői jogokat jelzi, nem szolgál a cikkben szereplő információk forrásmegjelöléseként.